# برت كومبز
برترام توماس كومبس(بالإنجليزية: Bertram Thomas Combs)13 أغسطس 1911 – 4 ديسمبر 1991 كان قاضيًا وسياسيًا أمريكيًا من ولاية كنتاكي. شغل منصب قاضٍ في محكمة الاستئناف بولاية كنتاكي، ثم انتُخب حاكمًا لولاية كنتاكي الخمسين في عام 1959، وذلك بعد محاولته الثانية للوصول إلى المنصب. وبعد انتهاء فترة ولايته، عيّنه الرئيس الأمريكي ليندون جونسون قاضيًا في محكمة الاستئناف الأمريكية للدائرة السادسة، حيث شغل المنصب من عام 1967 حتى عام 1970.
نشأ كومبس في فقرٍ بريف مقاطعة كلاي في كنتاكي، وتمكن من الحصول على شهادة في القانون من جامعة كنتاكي، وافتتح مكتبًا للمحاماة في مدينة بريستونسبورغ. حصل على تكريم رسمي لجهوده في مقاضاة مجرمي الحرب اليابانيين أمام محاكم عسكرية بعد الحرب العالمية الثانية، ثم عاد إلى كنتاكي واستأنف عمله في المحاماة. وفي عام 1951، عيّنه الحاكم لورانس ويذيربي لملء شاغر في محكمة استئناف كنتاكي، ثم فاز في العام نفسه بولاية كاملة بعد تغلبه على الحاكم السابق والقاضي سيميون ويليس.بحلول عام 1955، كانت الخلافات قد شقّت صفوف الحزب الديمقراطي في كنتاكي إلى فصيلين. اختار إيرل كليمنتس زعيم أحد الفصيلين، كومبس لخوض الانتخابات التمهيدية لمنصب الحاكم أمام الحاكم السابق وعضو مجلس الشيوخ الأمريكي هابي شاندلير، زعيم الفصيل الآخر.
فاز تشاندلر بمنصب الحاكم، وكان قد وعد بعدم الحاجة إلى فرض ضرائب جديدة لتلبية الالتزامات المالية للولاية، لكنه انتهى إلى فعل ذلك لاحقًا. وفي عام 1959، فاز كومبس بمنصب الحاكم بعد تغلبه على نائب الحاكم هاري لي ووترفيلد، الذي كان مرشح تشاندلر المفضل لخلافته. في بداية ولايته، نجح كومبس في تمرير ضريبة مبيعات بنسبة 3%، خصص جزءًا منها لدفع مكافآت لقدامى المحاربين من سكان الولاية. ورغم أن ضريبة بنسبة 1% كانت كافية لهذا الغرض، فقد استخدم الفائض المالي في تنفيذ سلسلة من الإصلاحات، من بينها توسيع شبكات الطرق والمتنزهات العامة في الولاية، كما خصص جزءًا كبيرًا من العائدات الإضافية لتحسين قطاع التعليم.
وبعد انتهاء ولايته، عُيّن كومبس في عام 1967 قاضيًا بمحكمة الاستئناف الأمريكية للدائرة السادسة بترشيح من الرئيس ليندون جونسون، وشغل هذا المنصب لمدة ثلاث سنوات قبل أن يستقيل ويترشح مجددًا لمنصب الحاكم في عام 1971، لكنه خسر الانتخابات التمهيدية للحزب الديمقراطي لصالح ويندل فورد، الذي كان سابقًا سكرتيره التنفيذي.
وفي عام 1984، وافق كومبس على تمثيل 66 منطقة تعليمية فقيرة في كنتاكي في دعوى قضائية للطعن في نظام تمويل التعليم العام في الولاية. وأسفرت هذه القضية، المعروفة باسم روز ضد مجلس تحسين التعليم ، عن إصدار المحكمة العليا في كنتاكي حكمًا بعدم دستورية النظام التعليمي بأكمله في الولاية. وفي ردٍّ على هذا القرار، أقرّت الجمعية العامة في كنتاكي قانون إصلاح التعليم المعروف باسم قانون إصلاح التعليم في كنتاكي عام 1991. في 3 ديسمبر 1991، تعرّض كومبس لفيضان مفاجئ أثناء قيادته للسيارة، ما أدى إلى وفاته في اليوم التالي.
تُعد عائلة كومبس من أقدم العائلات ذات الأصول الأوروبية في الولايات المتحدة. ويُعتبر أرتشدايل كومبس (1641–1684)، المولود في قرية سولبري بمقاطعة باكينغهامشير في إنجلترا، الجد الأعلى للعائلة. وقد وصل إلى مقاطعة ستافورد في أمريكا الاستعمارية البريطانية حوالي عام 1662. وبحلول عام 1778 تقريبًا، بدأ جون كومبس، الحفيد الرابع لأرتشدايل، رحلة غربًا انطلاقًا من مقاطعة فريدريك في ولاية فيرجينيا إلى مقاطعة ويلكس في ولاية كارولاينا الشمالية، ثم إلى مقاطعة هوكينز في ولاية تينيسي، قبل أن يستقر أخيرًا في مقاطعة كلاي بولاية كنتاكي عبر ممر كمبرلاند. وقد رافقه في رحلته ثمانية من أبنائه: ميسون، وويليام، ونيكولاس، وجون، وهنري هاريسون، وبيرام، وجورج. ينحدر برترام كومبس من جون، وهو ابن أحد هؤلاء الإخوة الثمانية، المعروف باسم جون “جاك” كومبس.
وُلد برترام توماس كومبس في حي “تاون برانش” بمدينة مانشستر بولاية كنتاكي في 13 أغسطس 1911، وكان واحدًا من سبعة أبناء لستيفن غيبسون كومبس وزوجته مارثا (جونز) كومبس. كان والده ستيفن يعمل في قطع الأشجار والزراعة بشكل جزئي، وكان ناشطًا في السياسة المحلية، رغم انتمائه للحزب الديمقراطي في مقاطعة يغلب عليها الانتماء للحزب الجمهوري. أما والدته فكانت معلمة، وقد غرسَت في أبنائها أهمية التعليم الجيد.إلتحق كومبس في بداياته بمدرسة “بيتش كريك” الابتدائية ذات الغرفتين. وعندما بلغ الصف السابع، أرسلته عائلته مع شقيقته إلى معهد أونيدا المعمداني القريب، نظرًا لأن فصوله الدراسية كانت تمتد بين 8 و9 أشهر، في حين أن فصول مدرسة بيتش كريك لم تكن تتجاوز 5 أو 6 أشهر. وبعد فترة، بدأ كومبس وشقيقته في ركوب حمار يوميًا للوصول إلى المدرسة الثانوية في مقاطعة كلاي. أظهر كومبس نبوغًا أكاديميًا لافتًا، فتجاوز عددًا من الصفوف الدراسية، وتخرّج متفوقًا على أقرانه و كان الأول على دفعته في عام 1927، وكان يبلغ من العمر حينها 15 عامًا فقط.
وبسبب صعوبة تحمّل تكاليف الدراسة الجامعية، عمل كومبس في صيدلية محلية، كما قام بأعمال صغيرة لصالح عدد من سكان منطقته. وفي عام 1929، رتّبت والدته له عملًا في شركة فحم بمدينة ويليامزبرغ، إلى جانب الالتحاق بكلية كمبرلاند والتي كانت آنذاك كلية متوسطة. ورغم أن العمل في شركة الفحم لم يتحقق، إلا أن كومبس تمكّن من تغطية نفقات ثلاثة فصول دراسية في الكلية من خلال تنظيف الأرضيات وتشغيل الأفران في مباني الحرم الجامعي ، و في منتصف عام 1930، بدأ العمل ككاتب في إدارة الطرق السريعة بولاية كنتاكي. وكان هذا المنصب من بين وظائف الرعاية السياسية التي يُعيّن شاغلوها عادةً بترشيح من الحاكم، إلا أن المجلس التشريعي بالولاية، الخاضع لسيطرة الحزب الديمقراطي، كان قد سحب هذه الصلاحية من الحاكم الجمهوري فليم د سامبسون، وأحالها إلى لجنة مكونة من ثلاثة أشخاص: نائب الحاكم الديمقراطي جيمس بريثيت، ومفوض الطرق الديمقراطي بن جونسون، وعضو اللجنة دان تالبوت. وبفضل انتمائه للحزب الديمقراطي، تمكن كومبس من نيل هذا المنصب.
عمل كومبس في إدارة الطرق السريعة لثلاث سنوات، تمكّن خلالها من ادخار المال الكافي للالتحاق بكلية الحقوق في جامعة كنتاكي بمدينة ليكسينغتون. وخلال دراسته الجامعية، شغل منصب رئيس التحرير الإداري لمجلة مجلة كنتاكي للقانون. وفي عام 1937، تخرج ثانيًا على دفعته، وحصل على درجة البكالوريوس في القانون، وانضم إلى جمعية Order of the Coif، وهي جمعية شرفية وطنية تضم أفضل 10% من خريجي كليات الحقوق في الولايات المتحدة.بعد تخرجه، حصل كومبس على رخصة ممارسة المحاماة، وعاد إلى مانشستر لبدء مسيرته المهنية. وفي العام ذاته 1937، تزوّج من مابيل هول، وأنجبا طفلين: لويس آن كومبس وتوماس جورج كومبس.
تحدث برترام كومبس لاحقًا عن عمله في المحاماة في مدينة مانشستر، قائلًا: "كان لدي عدد كبير من الأقارب والأصدقاء في مانشستر، وكان الجميع يتوقع مني أن أتولى قضاياهم كخدمة مجانية. ثم يشعرون بالإهانة إذا طالبتهم بأجر. كنت أستقبل الكثير من القضايا، لكنني لم أكن أرسل الكثير من الفواتير.في عام 1938، قبل كومبس عرضًا من زميله السابق في كلية الحقوق، ليروي كومبس (دون صلة قرابة)، للانضمام إلى مكتب المحاماة التابع لعائلته في مدينة بريستونسبورغ. كانت بريستونسبورغ أقرب إلى مسقط رأس زوجته في مقاطعة نوت. وكان ابنه توماس يعاني من إعاقة ذهنية نتيجة إصابة لحقت به عند الولادة. وبعد انتقال الأسرة إلى بريستونسبورغ، أسس كومبس فصلًا دراسيًا مخصصًا للأشخاص ذوي الإعاقة الذهنية، جزئيًا من أجل أن يتمكن ابنه توماس من الالتحاق به.
في 22 ديسمبر 1943، التحق كومبس بالخدمة في الجيش الأمريكي برتبة جندي ضمن صفوف القوات المشاركة في الحرب العالمية الثانية. تلقى تدريبه الأساسي في قاعدة فورت نوكس، وشارك في برنامج مرشح ضباط المتطوعين، الذي كان من المفترض أن يؤهله للالتحاق بمدرسة مرشحي الضباط مباشرة بعد انتهاء التدريب الأساسي. وبدلًا من ذلك، تم تعيينه مؤقتًا لتدريس مادة رسم الخرائط في ميدان اختبار الأسلحة في أبردين بولاية ماريلاند، ثم التحق لاحقًا بمدرسة الضباط في آن آربر بولاية ميشيغان، حيث انضم إلى هيئة القاضي المحامي العام وحصل على رتبة نقيب. في 1 يوليو 1945، أُرسل كومبس إلى منطقة جنوب المحيط الهادئ، حيث خدم كرئيس إدارة التحقيق في جرائم الحرب تحت قيادة الجنرال دوغلاس ماك آرثر في جزر الفلبين، وأشرف على تنظيم محاكمات لمجرمي الحرب اليابانيين. وعند تسريحه من الخدمة في عام 1946، حصل على وسام النجمة البرونزية من الجيش الأمريكي، بالإضافة إلى وسام الاستحقاق العسكري من حكومة الفلبين.
بعد انتهاء الحرب، عاد كومبس إلى مدينة بريستونسبورغ، حيث أسس شركة محاماة باسم هوارد وشركاه كومبس مع شريكه جاي وودفورد هوارد. شغل منصب رئيس جمعية المحامين الشباب في كنتاكي خلال عامي 1946 و1947. وخلال هذه الفترة، كان كومبس يتولى تمثيل شركات الفحم في قضايا تعويضات العمال، وغالبًا ما كان خصمه في هذه القضايا هو كارل دي. بيركنز، الذي كان يمثل نقابة عمال المناجم، والذي أصبح لاحقًا عضوًا في مجلس النواب الأمريكي.
بدأ برترام كومبس مسيرته السياسية بانتخابه لمنصب المستشار القانوني لمدينة بريستونسبورغ في عام 1950. وفي وقت لاحق من العام ذاته، عيّنه الحاكم لورانس ويذربي لشغل منصب المدعي العام لمنطقة الكومنولث القضائية الحادية والثلاثين في كنتاكي، وذلك لسد شاغر مؤقت. وقد أعلن كومبس آنذاك أنه سيشغل المنصب فقط حتى تُعقد انتخابات لاختيار خليفة دائم. في أبريل 1951، قام الحاكم ويذيربي بتعيين كومبس مجددًا، هذه المرة لشغل مقعد شاغر في محكمة الاستئناف في كنتاكي، عقب وفاة القاضي روي هيلم. وفي وقت لاحق من العام نفسه، ترشح كومبس للحصول على فترة كاملة مدتها ثماني سنوات في المحكمة. وقد واجه في الانتخابات سيميون ويليس، وهو حاكم سابق ذو شعبية وعضو جمهوري سبق أن شغل عضوية المحكمة نفسها. فاز كومبس في الانتخابات بفارق ضئيل، حيث حصل على 73,298 صوتًا مقابل 69,379 صوتًا لمنافسه ويليس. وفي مقابلة ضمن التاريخ الشفوي التي أجراها جورج روبنسون، عزا كومبس فوزه إلى عاملين: تقدم ويليس في السن، واعتقاد كثير من أنصار ويليس أن مرشحهم سيفوز حتمًا، ما جعلهم يعزفون عن التصويت.
انتخابات حاكم كنتاكي عام 1955
أعلن هابي شاندلير، الذي سبق له أن شغل منصب حاكم ولاية كنتاكي بين عامي 1935 و1939، وكان زعيمًا لأحد فصائل الحزب الديمقراطي في الولاية، عن نيّته الترشح لولاية ثانية في انتخابات عام 1955. في المقابل، سعى أعضاء الفصيل المناوئ لتشاندلر إلى إيجاد مرشح قادر على منافسته. وكان أبرز الأسماء المطروحة هو إيمرسون بوتشامب، نائب الحاكم آنذاك، لكن ضعف أداء بوتشامب في الحملات الانتخابية، بالإضافة إلى علاقاته بمقاطعة لوغان التي كانت خاضعة لنفوذ زعماء سياسيين متهمين بالفساد أثار ترددًا لدى هذا الفصيل. وبدلاً من ترشيح بوتشامب، قرر زعيم الفصيل، الحاكم السابق وعضو مجلس الشيوخ الحالي إيرل كليمنتس، ترشيح برترام كومبس لخوض الانتخابات ممثلًا للفصيل المناوئ لتشاندلر. ونتيجة لذلك، قدّم كومبس استقالته من منصبه في محكمة الاستئناف، ليتفرغ لحملته الانتخابية على منصب حاكم ولاية كنتاكي.

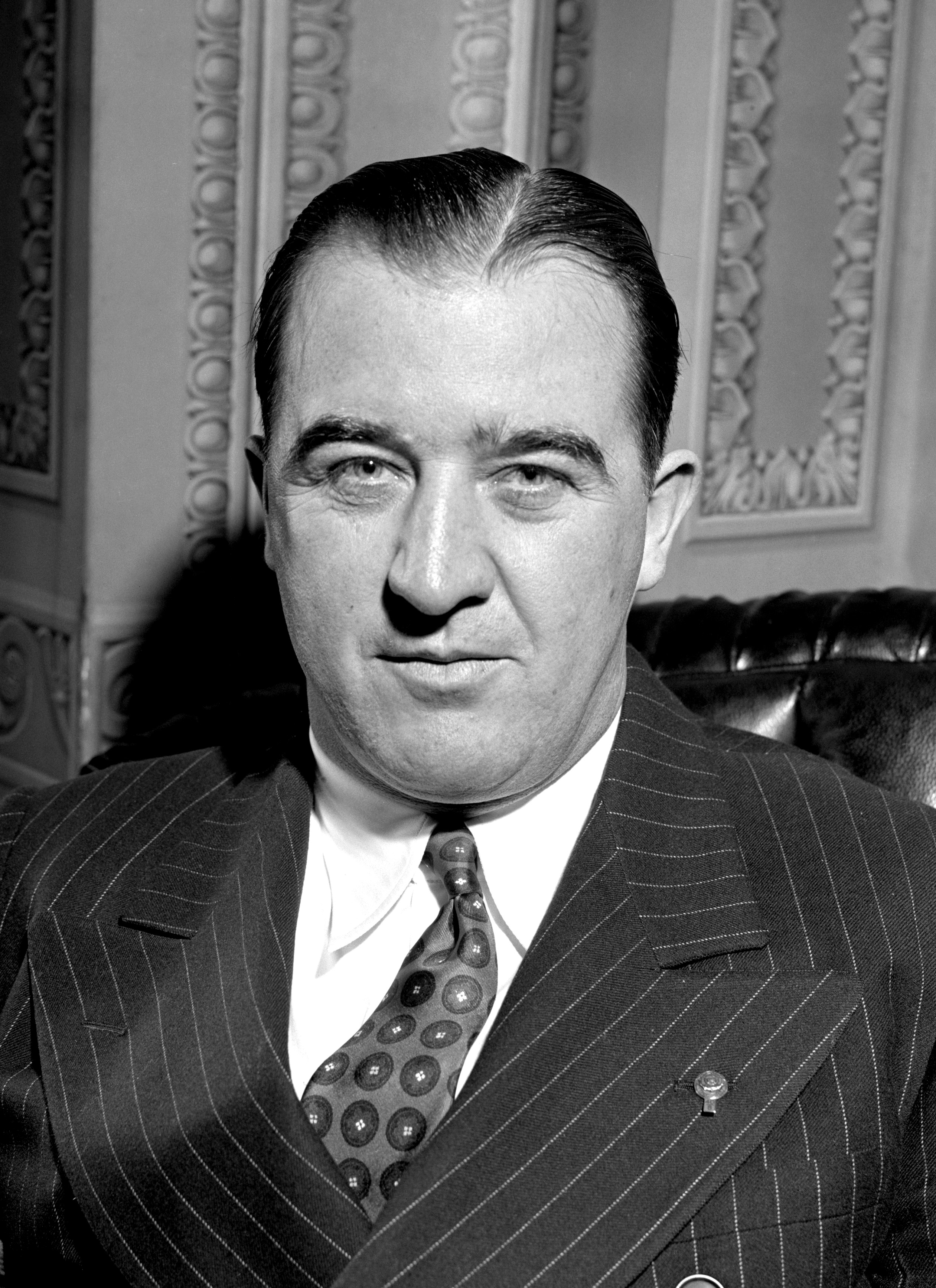
هابي شاندلير، خصم كومبس في سباق حاكم الولاية عام 1955

في أول خطاب ألقاه خلال الحملة التمهيدية للانتخابات، أقرّ برترام كومبس بأن الولاية تحتاج إلى زيادة الإيرادات بمقدار 25 مليون دولار ما يعادل نحو 293 مليون دولار بالقيمة المعادلة في عام 2024، مشيرًا إلى أن فرض ضريبة مبيعات يجب أن يكون أحد الخيارات المطروحة للنقاش. وقد استغل هابي شاندلير، الذي كان يتمتع بخبرة سياسية أوسع، هذا التصريح وهاجم كومبس، مؤكدًا أن حاكمًا ذا خبرة مثله لن يكون بحاجة إلى رفع الضرائب للوفاء بالتزامات الولاية المالية. وقد وُصِف خطاب كومبس بأنه جاف وخالٍ من الإلهام، ويرجع ذلك جزئيًا إلى أنه قرأه نصًا من ملاحظات مكتوبة مسبقًا دون تفاعل أو حيوية. وفي هذا السياق، اشتكى إيمرسون بوتشامب لاحقًا إلى إيرل كليمنتس، زعيم الفصيل الداعم لكومبس، قائلًا: لقد قلتَ إنني لا أُجيد الخطابة، ولكن انظر إلى ما فعله كومبس. كما علّق هيو موريس، رئيس مكتب صحيفة كوريرجورنال في فرانكفورت، ساخرًا: كومبس افتتح وأغلق حملته الانتخابية في الليلة نفسها.
نظرًا لأن نقص الخبرة السياسية كان من أبرز ما يمكن استخدامه ضد برترام كومبس، صوّره ألبين "هابي" تشاندلر على أنه أداة في يد الحاكمين السابقين إيرل سي. كليمنتس ولورانس ويذيربي، وأطلق عليهما بسخرية اسمَي "كليمنتاين" و"ويذيرباين". ووجّه تشاندلر انتقادات شديدة لإدارتي كليمنتس وويذيربي، متهمًا إياهما بإسراف غير مبرر في الإنفاق الحكومي، وركّز هجماته على مشروع إنشاء الطريق السريع في كنتاكي وقاعة الحرية، معتبرًا أنهما من النفقات غير الضرورية. كما تضمنت بعض هجمات تشاندلر طابعًا شخصيًا؛ إذ اتّهم كليمنتس بأنه أنفق 20,000 دولار ما يعادل حوالي 234,758 دولارًا بالقيمة المعادلة لعام 2024 على سجادة جديدة لمكتبه عندما كان حاكمًا، كما اتّهم ويذيربي باستخدام خشب الماهوغاني الأفريقي لتكسية جدران مكتبه بدلاً من "خشب كنتاكي الجيد والصادق"، بحسب تعبيره. وعلى الرغم من أن الإيصالات الرسمية أظهرت لاحقًا أن تكلفة فرش الطابق الأول بأكمله في مبنى الكابيتول بلغت 2,700 دولار فقط، وأن الألواح الخشبية في مكتب ويذيربي تم شراؤها وتركيبها من قِبل مقاول من ولاية كنتاكي، فقد كانت مزاعم تشاندلر فعالة في دفع حملة كومبس إلى موقف دفاعي مستمر.
وقبل أسبوعين فقط من الانتخابات التمهيدية، حصل كومبس على دعم نائب الرئيس الأمريكي السابق وأحد أبناء ولاية كنتاكي، ألبين دبليو. باركلي، إلا أن كومبس شعر بأن هذا التأييد جاء متأخرًا ولم يكن له تأثير كبير. وفي نهاية المطاف، خسر كومبس الانتخابات التمهيدية أمام تشاندلر، حيث حصل الأخير على 259,875 صوتًا مقابل 241,754 صوتًا لكومبس، ثم فاز تشاندلر بولاية ثانية حاكمًا لولاية كنتاكي. عقب خسارته، عاد كومبس إلى بريستونسبورغ، حيث أسّس شركة للادخار والإقراض، وأعاد فتح مكتب محاماته. وعلى مدى السنوات الأربع التالية، التي تولّى فيها تشاندلر الحُكم، اكتفى كومبس بإلقاء عدد محدود من الخُطب والمشاركات العامة، بينما بقي إلى حد كبير بعيدًا عن الأنظار السياسية. وفي تلك الفترة، دفعت الحاجة المتزايدة للتمويل حكومة تشاندلر إلى رفع ضريبة المبيعات وفرض ضرائب إضافية، رغم وعوده الانتخابية بعدم اللجوء إلى ذلك. ونتيجة لذلك، تراجعت مصداقية تشاندلر، بينما ارتفعت مكانة كومبس، وبدأ يُنظر إليه على أنه سياسي شجاع وصادق وواضح، نظرًا لاعترافه الصريح خلال الحملة الانتخابية بالحاجة الحقيقية إلى موارد مالية جديدة لتغطية التزامات الدولة.